# عداس
عدّاس هو غلام نصرانيّ من نينوى كان لعتبة وشيبة ابني ربيعة بالطائف. شهد زيارة النبي محمد إلى الطائف ـ موطن قبيلة ثقيف ـ طلبًا لنصرة ثقيف بعد ان اشتد إيذاء قريش للنبي وأصحابه.

## لقاؤه بالنبي
بعد أن اشتد أذى قريش بمحمد وأصحابه بعد موت أبي طالب، قرر محمد الخروج إلى الطائف، التماسًا للنصرة والمنعة من قبيلة ثقيف ورجاء أن يسلموا، فخرج مشيًا على الأقدام ومعه زيد بن حارثة، وقيل بل خرج وحده، وذلك في ثلاث ليال بَقَيْن من شوال سنة عشر من البعثة (3 ق هـ)، الموافق أواخر مايو سنة 619م، فأقام بالطائف عشرة أيام لا يدع أحدًا من أشرافهم إلا جاءه وكلمه، فلم يجيبوه، وردّوا عليه ردًا شديدًا، وأغروا به سفهاءهم فجعلوا يرمونه بالحجارة حتى أن رجلي محمد لتدميان وزيد بن حارثة يقيه بنفسه حتى جُرح في رأسه. وألجؤوه إلى حائط لعتبة بن ربيعة وشيبة بن ربيعة، على ثلاثة أميال من الطائف، ورجع عنه سفهاء ثقيف من كان يتبعه، فلما اطمأن محمد صلى الله عليه وسلم قال:
| عداس | اللهم إليك أشكو ضعف قوتي، وقلة حيلتي، وهواني على الناس، يا أرحم الراحمين، أنت رب المستضعفين، وأنت ربي، إلى من تكلني؟ إلى بعيد يتجهمني (يلقاني بالغلظة)، أم إلى عدوّ ملكته أمري؟ إن لم يكن بك علي غضب فلا أبالي، ولكن عافيتك هي أوسع لي. أعوذ بنور وجهك الذي أشرقت له الظلمات، وصلح عليه أمر الدنيا والآخرة، من أن تنزل بي غضبك أو يحلّ عليّ سخطك. لك العُتبى حتى ترضى، ولا حول ولا قوة إلا بك | عداس |

فلما رآه ابنا ربيعة عتبة وشيبة وما لقي، بعثوا له بعنب مع غلام لهما نصرانيّ يقال له عدّاس، ففعل عدّاس، فلما سمع محمد يقول «بسم الله الرحمٰن الرحيم» ثم أكل، فنظر عدّاس في وجهه ثم قال «والله إن هذا الكلام ما يقوله أهل هذه البلاد» فقال له محمد «ومن أهل أي البلاد أنت يا عدّاس؟ وما دينك؟» قال «نصراني، وأنا رجل من أهل نينوى» فقال «من قرية الرجل الصالح يونس بن متى؟» فقال له عدّاس «وما يدريك ما يونس بن متى؟» فقال «ذاك أخي كان نبيًا وأنا نبي»، فأسلم عدّاس، وأكبّ على محمد يقبل رأسه ويديه وقدميه.